# Ryzec indigový
Ryzec indigový (Lactarius indigo) je jedlá houba z čeledi holubinkovité (Russulaceae). Je specifický tím, že celá plodnice je zbarvena do odstínů modré. Vyskytuje se především v Americe, ale také v Číně a Indii. I přes svoje neobvyklé zbarvení se jedná o jedlý a chutný druh.
Byl nejdříve popsán v roce 1822 americkým mykologem Lewisem Davidem de Schweinitzem, ale vědecky klasifikován byl až v roce 1838 švédským botanikem a mykologem Eliasem Magnusem Friesem.

## Popis
- Klobouk se celý zbarvuje do odstínů modré (indigové), někdy lehce fialové, nazelenalé a bílé, z nichž se postupně vybarvují kroužky, podobně jako u ryzce pravého (L. deliciosus). Velikost průměru klobouku bývá 5–15 cm. Tvar konvexní až nálevkovitý, do hymenoforu podvinutý.
- Hymenofor tvoří nepříliš husté lupeny fialového zbarvení, jež bývají tmavší než pokožka klobouku. Lupeny po poranění roní sytě indigové mléko (latex) podobně jako jiné části plodnic ryzců. To však neplatí u starších, které bývají vysušené, což hlavně závisí na podnebí, v němž se vyskytují. Jednotlivé lupeny mohou i nemusí být přirostlé ke třeni, to většinou bývá střídavé.
- Třeň je v porovnání s kloboukem malý (2–8 cm), na bázi se obvykle zužuje a zbarvuje do stejného nebo podobného odstínu jako světlejší pruhy klobouku. Ale na některých částech pokožky třeně se mohou vyskytovat i tmavší flíčky. Po poškození roní modrý latex. Obvykle bývá suchý, ale ve vlhkém prostředí může být lehce potažen slizem. V nitru třeně vzniká dutina. Nemá prsten.
- Dužnina světle modrá, při vystavení na vzduch dochází k oxidaci, čímž tmavne. Po celé plodnici roní mléko.

## Výskyt
Ryzec indigový se vyskytuje především v listnatých, ale i jehličnatých lesích, zejména pod borovicemi (Pinus). Nejčastěji na americkém kontinentě (především v Mexiku a Guatemale), také byl nalezen i v Číně a Indii.

## Obsažené látky
Přestože se tento ryzec vyskytuje v teplých oblastech, obsahuje v průměru 950 mg/g vody. „Stavebními kameny“ jsou jako u každé houby vláknina, proteiny a kyselina stearová. Modré zbarvení způsobuje organické barvivo azulen, jedno z mála modrých barviv u hub. Dalšími barvivy v ryzci indigovém jsou sesquiterpen, matricin a chamuzelén, z nichž se již zmíněný azulen tvoří.